# Искусственный мозг
Искусственный мозг (или искусственный разум) — это программное и аппаратное обеспечение с когнитивными способностями, аналогичные животным или человеческим способностям мозга. 
Исследования, изучающие "искусственный мозг" и его эмуляцию, играют такие роли в науке, как:
1. Продолжающиеся попытки нейробиологов понять, как работает человеческий мозг, известные каккогнитивная нейробиология.
2. Мысленный эксперимент в области  философии искусственного интеллекта, демонстрирующий, что возможно, теоретически, создать машину, которая будет обладать всеми возможностями человека.
3. Долгосрочный проект по созданию машин, демонстрирующих поведение, сравнимое с поведением животных со сложной центральной нервной системой, таких как млекопитающие и особенно люди. Конечная цель - это создание  машины, демонстрирующей поведение или интеллект, подобные человеческим, иногда называют сильным ИИ.

Примером первой цели является проект, о котором сообщил Астонский университет в Бирмингеме, Англия . В этом университете, исследователи используют биологические клетки для создания нейросфер для разработки новых методов лечения заболеваний, включая болезнь Альцгеймера, двигательные нейроны и болезнь Паркинсона.
Вторая цель — это ответить на такие аргументы, как: 
1. Джона Серла о китайской комнате.
2. Хьюберта Дрейфуса о критике ИИ.
3. Роджера Пенроуза в книге - "Новый ум короля".

Эти критики утверждали, что есть аспекты человеческого сознания или опыта, которые не могут быть смоделированы машинами. Один из ответов на их аргументы заключается в том, что биологические процессы внутри мозга можно моделировать с любой точностью. Этот ответ был сделан еще в 1950 году Аланом Тьюрингом в его классической статье "Вычислительные машины и разум".
Третью цель исследователи обычно называют общим искусственным интеллектом . Однако Рэймонд Курцвейл предпочитает термин "сильный ИИ". В своей книге "Сингулярность уже близка" он фокусируется на эмуляции всего мозга с использованием обычных вычислительных машин в качестве подхода к реализации искусственного мозга и утверждает (на основании того, что мощность компьютеров растет экспоненциально), что это может быть сделано к 2025 году. Генри Маркрам, директор проекта Blue Brain Project (который занимается эмуляцией мозга), сделал аналогичное заявление в 2020 г. на конференции TED в Оксфорде в 2009 г. 

## Подходы к моделированию мозга

Оценки того, сколько вычислительной мощности необходимо для эмуляции человеческого мозга на разных уровнях (от Рэймонда Курцвейла, Андерса Сандберга и Ника Бустрёма), наряду с самым быстрым суперкомпьютер из ТОП500, нанесенным на график по годам.

Хотя прямая эмуляция человеческого мозга с использованием искусственных нейронных сетей на высокопроизводительном движке является широко обсуждаемым подходом, существуют и другие подходы. Альтернативная подход в реализации искусственного мозга может быть основан на принципах нелинейной фазовой когерентности(или декогерентности) голографической нейронной технологии (HNeT). Аналогия с квантовыми процессами была проведена с помощью основного синаптического алгоритма, который имеет сильное сходство с уравнением Шрёдингера.
EvBrain  — это форма эволюционного программного обеспечения, которое может развивать "подобные мозгу" нейронные сети, такие как сеть непосредственно за сетчаткой.
В ноябре 2008 года IBM получила от Пентагона финансирование в размере 4.9 миллиона долларов США на исследования в области создания интеллектуальных компьютеров. Blue Brain Project проводится при содействии IBM в Лозанне. Проект основан на предположении, что можно искусственно связать нейроны "в компьютере", разместив тридцать миллионов синапсов в правильном трехмерном положении.
Некоторые сторонники сильного ИИ предположили в 2009 году, что компьютеры в связи с такими разработками, как Blue Brain Project и Soul Catcher могут превзойти человеческие интеллектуальные возможности примерно к 2015 году, и что вполне вероятно, что мы сможем загрузить мозг человека примерно к 2050 году.
В то время как Blue Brain Project может представлять сложные нейронные связи в больших масштабах, проект не устанавливает связь между активностью мозга и его поведением. В 2012 году проект Spaun попытался смоделировать несколько отделов человеческого мозга с помощью крупномасштабных представлений нейронных связей, которые генерируют сложное поведение в дополнение к картированию.
Spaun эмулирует элементы анатомии человеческого мозга. Модель, состоящая примерно из 2.5 миллионов нейронов, включает особенности моторной и зрительной коры, дофаминергические связи, вентральную область покрышки (ВТА), черную субстанцию и другие. Конструкция позволяет выполнять несколько функций в ответ на восемь задач, используя визуальный ввод печатных или рукописных символов и вывод, выполняемый механической рукой. В функции Spaun входит копирование рисунка, подсчет и распознавание изображений.
Существуют весомые основания для оптимистических прогнозов относительно создания искусственных мозгов в ближайшем будущем, несмотря на некоторые ограничения. В настоящее время человеческий мозг и процессы познания недостаточно хорошо изучены, а масштаб необходимых вычислений остается неизвестным. Однако существующие подходы к моделированию мозга требуют значительно большего энергопотребления по сравнению с человеческим мозгом. Например, мозг человека потребляет около 20 Вт энергии, тогда как современные суперкомпьютеры могут потреблять до 1 МВт - то есть на несколько порядков больше.

## Мысленный эксперимент с искусственным мозгом
Некоторые критики симуляции мозга  считают, что проще создавать интеллектуальные действия напрямую, не имитируя их природу. Некоторые комментаторы  сравнивают ситуацию с ранними попытками создания летательных аппаратов, которые были основаны на подражании птицам. Однако современные летательные аппараты сильно отличаются от птиц.